# Flight Data Monitoring
Flight Data Monitoring (FDM) ist ein Verfahren in der Luftfahrt zum Sammeln und Analysieren von Flugdaten, um die Effizienz der Flugzeugbesatzung, die operativen Abläufe, das Flugtraining, die Unterstützung durch Flugnavigationsdienste, die Flugzeugwartung und die Flugzeugkonstruktion zu verbessern. Die Aufzeichnung erfolgt mit einem zusätzlichen, nicht gekapselten Flugdatenschreiber
und ist unabhängig vom Flugdatenschreiber, der als Black Box bekannt ist.
Die ICAO bezeichnet FDM als Flight Data Analysis (FDA), die FAA nennt es Flight Operations Quality Assurance (FOQA). Es handelt sich dabei um dasselbe Programm. FDM ist im ICAO Annex 6 Art. 3.6.3 für Fluggesellschaften, welche Flugzeuge mit einem max. Startgewicht von größer als 27.000 kg operieren, seit 1. Januar 2005 zwingend vorgeschrieben. Für Flugzeuge mit max. Startgewicht von größer als 20.000 kg empfiehlt ICAO Annex 6 3.6.2 bereits seit 1. Januar 2002 ein FDM Programm zu betreiben, dies jedoch freiwillig. Das Verfahren soll als Teil der Flugsicherheitsprogramme und Reduzierung von Zwischenfällen und Unfällen kontinuierlich angewendet werden.
Für alle Fluggesellschaften, welche sich IOSA – IATA Operational Safety Audit zertifizieren lassen ist gemäß Art. ORG 3.3.13 ein Flight Data Analysis Program ebenfalls zwingend; dies unabhängig vom max. Startgewicht der zu operierenden Flugzeuge.
Die EASA European Aviation Safety Agency hat im Regulatorium EU-OPS 1.037 ebenfalls als gesetzgebende Behörde die ICAO Vorschrift entsprechend übernommen.
FDM ist ein vorbeugendes Sicherheitsinstrument, das die „Flugzeugperspektive“ liefert. Im Gegensatz dazu bietet das in den meisten Airlines ebenfalls etablierte ADREP die „Pilotenperspektive“. FDM wird sowohl im normalen Flugbetrieb als auch bei Zwischenfällen genutzt. Mit Zustimmung aller beteiligten Personen werden die Flugdaten mit Hilfe des Flugdatenschreibers auf einem Linienflug gesammelt. Nach dem Flug werden diese Daten bei Auftreten von Anomalien an eine externe Firma versendet, die diese analysiert. Es ist wichtig, dass diese Daten anonym gesammelt werden und lediglich zur Analyse, nicht aber zur Bestrafung der beteiligten Personen bei eventuellem Fehlverhalten dienen. Nur so lassen sich im Vorgriff objektive Informationen zur Vermeidung von Unfällen erhalten.
FDM-Daten werden in fünf Bereichen genutzt:
- in Verbindung mit Datenbanken
- bei Routine Messungen
- bei Unfalluntersuchungen
- zur Erhaltung der Lufttüchtigkeit
- zur Entdeckung von Sicherheits-Überschreitungen

Anfangs wurde FDM hauptsächlich benutzt, wenn es keine Überlebenden nach einem Unfall gab, die berichten konnten, was mit dem Flugzeug passiert war. Der Flugdatenschreiber war und ist bis heute in einem bruch- und feuerfesten Gehäuse im Heck eines Flugzeugs untergebracht.